# Höhere Berufsfachschule für Wirtschaftsinformatik
Die Höhere Berufsfachschule für Wirtschaftsinformatik (HBFS-WI) in Saarbrücken ist eine staatliche Bildungseinrichtung, die eine praxisorientierte Vollzeitausbildung in Informatik und Wirtschaftswissenschaften durchführt. Sie schließt nach zwei Jahren mit dem Titel Staatlich geprüfter Wirtschaftsinformatiker bzw. Staatlich geprüfte Wirtschaftsinformatikerin ab.
Die Modalitäten dieser Ausbildung sind in der Verordnung – Schul- und Prüfungsordnung – über die Ausbildung und Prüfung an Höheren Berufsfachschulen für Wirtschaftsinformatik im Saarland (APO-HBFS-WI) festgelegt. Die Lehrpläne sind auf dem Bildungsserver des Saarlandes veröffentlicht.

## Zugangsvoraussetzungen
Zugangsvoraussetzung sind Hochschulreife oder Fachhochschulreife. Es sind keine Vorkenntnisse erforderlich.

## Verlauf der Ausbildung

### Abschnitte und Dauer
Der Ausbildungsverlauf ist in eine einjährige Unter- und eine darauffolgende einjährige Oberstufe gegliedert. Dazwischen absolvieren die Schüler, je zur Hälfte vor und während der Sommerferien, ein achtwöchiges wirtschaftsinformationstechnisches Betriebspraktikum. Die Lehrveranstaltungen laufen im normalen Unterrichtsbetrieb ab, d. h. mit ca. 32 Wochenstunden in Vollzeit. Der Wechsel von Unterstufe in Oberstufe erfolgt automatisch, d. h., es existiert keine Versetzung aufgrund eines bestimmten Notenprofils. Am Ende der Oberstufe ist eine eigenständige Projektarbeit zu erstellen (analog einer Bachelor-Arbeit). Diese wird bewertet und mit Titel und Note im Abschlusszeugnis eingetragen.

### Inhalte
Die Ausbildungsschwerpunkte liegen in wirtschaftsinformationstechnischen Inhalten und wirtschaftswissenschaftlichen Inhalten.

#### Unterstufe
Zurzeit (2018) vermittelt die HBFS-WI in der Unterstufe den Themenblock Programmierung mit der Programmiersprache C# (Konsolenanwendungen, XAML) in der Entwicklungsumgebung .NET-Framework sowie theoretische Programmiermethodik und Algorithmenlehre. Der Themenblock Systemintegration umfasst Windows 7 Professional, Windows Server 2012, Linux und Hardware-Technik. Im Themenblock Softwareentwicklung und Datenbanken werden Modellierungswerkzeuge wie ARIS Toolset und Projektplanungswerkzeuge wie Microsoft Project vorgestellt. Konzeption und Anwendung einer relationalen Datenbank wird unter Microsoft Access gelehrt, wobei auch die Datenbankabfragesprache SQL zum Einsatz kommt. Im Themenbereich Softwareanwendung wird der Umgang mit Anwendungssoftware wie der Tabellenkalkulation Microsoft Excel und der Textverarbeitung Microsoft Word geschult. Weiter üben die Schüler mit der Präsentationssoftware PowerPoint das eigenständige Vermitteln komplexer Themen, wobei die kommunikationstechnischen und rhetorischen Grundlagen ebenfalls Bestandteil der Ausbildung sind. Webdesign HTML und CSS sind weitere Themenbereiche des Bereiches Softwareanwendung.

#### Oberstufe
In der Oberstufe wird differenziert zwischen den Schwerpunkten Anwendungsprogrammierung und Systemintegration.
In der Anwendungsprogrammierung liegt der Schwerpunkt bei Programmiermethodik, Datenbanktechnik, Softwareentwicklung und der Programmiersprache C#. Weiterhin werden zu diesem Schwerpunkt zusätzliche freiwillige Kurse angeboten (JAVA-Kurs, ANDROID-Kurs, IBM-i-Series Zertifikat, SAP-Kurs).
Im Bereich Systemintegration liegen die Schwerpunkte auf heterogene Netzwerke unter und Systemverwaltung von Windows 7, Windows Server 2012 und Linux, programmiertechnischer Schwerpunkt ist Applikations-Programmierung mit VBA auf Basis der Datenbank Access.
Beide Ausbildungsgänge befassen sich während der Oberstufe mit Netzwerktechnik, Programmierung automatisierter Internetseiten unter PHP und im Bereich Softwareanwendung mit konfektionierter Buchführungs- und Wirtschaftsverwaltungs-Software. Zurzeit sind weitere Anpassungen geplant: Java-Skript und Einsatz einer Cloud-Datenbank (geplant: Azure).
Der Themenblock Wirtschaftswissenschaften befasst sich in beiden Stufen mit Rechnungswesen, Buchführung, Kosten- und Leistungsrechnung, Controlling, Betriebswirtschaftslehre, Volkswirtschaftslehre, Recht und Wirtschaftsmathematik.

### Kosten
Es entstehen keine Schulgebühren. Eine BAFÖG-Förderung ist möglich.

### Chancen
Bei entsprechenden Leistungen besitzen die Absolventen gute bis sehr gute Jobaussichten. Eine Anstellung ist auch bei etablierten Softwarehäusern möglich. Dabei wird in vielen Fällen die gleiche Position und damit auch das gleiche Anfangsgehalt wie bei einem Bachelor-Absolventen gezahlt. Gemäß dem Deutschen Qualifikationsrahmen ist der Titel einem Hochschulabschluss gleichgestellt.

## Standort
Einziger saarländischer Standort der HBFS-WI ist das Kaufmännische Berufsbildungszentrum Halberg des Regionalverbandes Saarbrücken.